# Cristiana Carlotta di Württemberg-Winnental
Cristiana Carlotta di Württemberg-Winnental (Kirchheim unter Teck, 20 agosto 1694 – Ansbach, 25 dicembre 1729) è stata una principessa tedesca della linea di Württemberg-Winnental, Duchessa Consorte ed, in seguito alla morte del marito, reggente del Ducato di Brandeburgo-Ansbach dal 1723 al 1729.

## Biografia

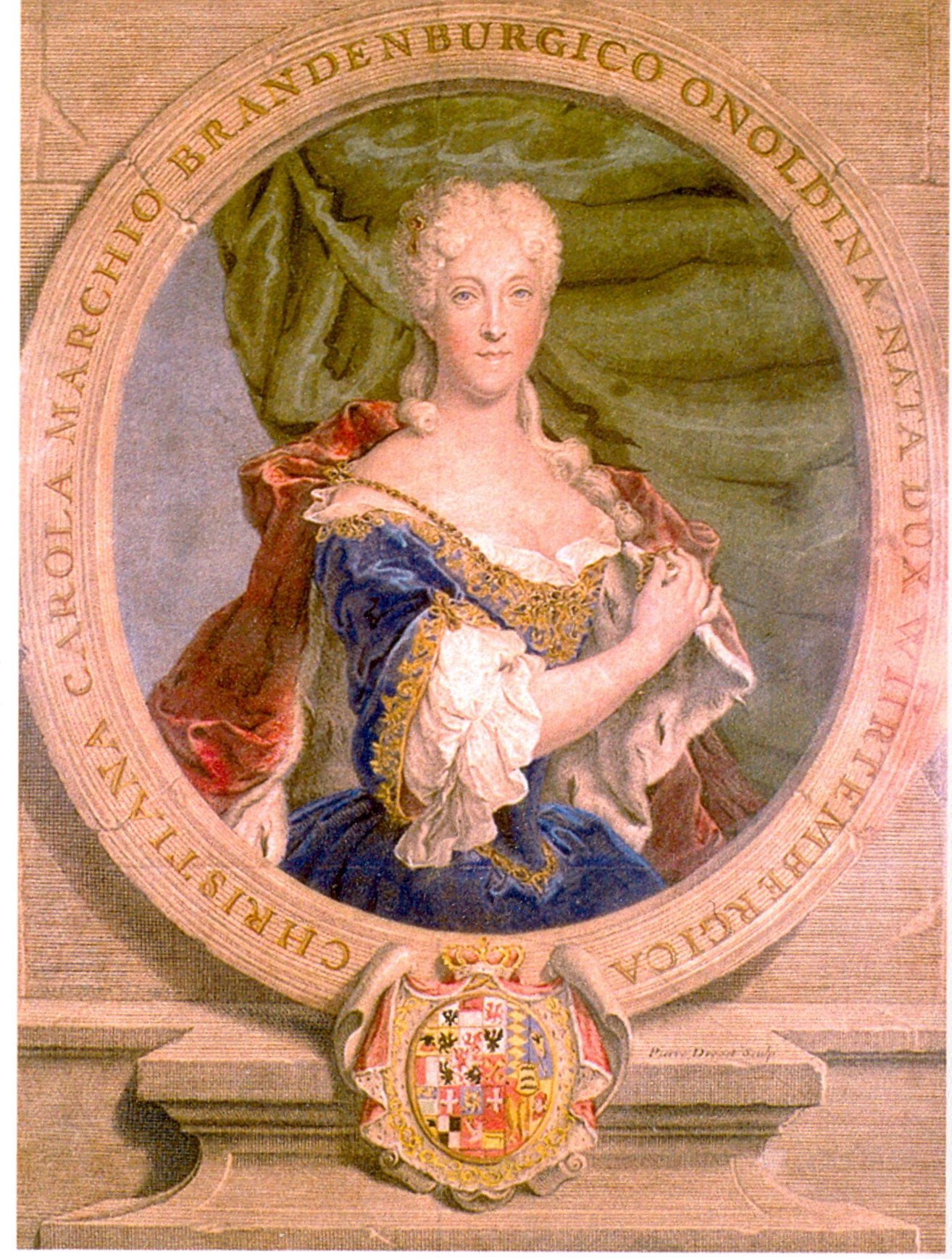
Incisione su rame colorata, di Pierre Drevet

Era figlia del Duca Federico Carlo di Württemberg-Winnental e di sua moglie, la Principessa Eleonora Giuliana di Brandeburgo-Ansbach, figlia del Margravio Alberto II. Trascorse la sua giovinezza nel Castello di Winnental a Winnenden. Essendo il padre morto nel 1698, della sua educazione s'occupò Johann Osiander.
Il 28 agosto 1709 sposò a Stoccarda il cugino Guglielmo Federico di Brandeburgo-Ansbach. Dopo la morte del coniuge, assunse la Reggenza per conto del suo primogenito Carlo Guglielmo Federico. In tal veste guidò la costruzione di edifici di notevoli dimensioni e favorì le arti e la scienza. Educò suo figlio presso il Castello di Bruckberg. Morì nel 1729, ed è oggi sepolta nella volta dei Margravi della Chiesa di San Gumberto ad Ansbach.

## Ascendenza
|                                             |                                           |                                           | Genitori                                 |  |  | Nonni |  |  | Bisnonni                         |  |  | Trisnonni                 |  |
|                                             |                                           |                                           |                                          |  |  |       |  |  | Giovanni Federico di Württemberg |  |  | Federico I di Württemberg |  |
|                                             |                                           |                                           |                                          |  |  |       |  |  | Giovanni Federico di Württemberg |  |  | Federico I di Württemberg |  |
|                                             |                                           | Sibilla di Anhalt                         |                                          |  |  |       |  |  | Giovanni Federico di Württemberg |  |  |                           |  |
| Eberardo III di Württemberg                 |                                           |                                           |                                          |  |  |       |  |  | Giovanni Federico di Württemberg |  |  |                           |  |
|                                             |                                           | Barbara Sofia di Brandeburgo              | Gioacchino III Federico di Brandeburgo   |  |  |       |  |  |                                  |  |  |                           |  |
|                                             |                                           | Barbara Sofia di Brandeburgo              | Gioacchino III Federico di Brandeburgo   |  |  |       |  |  |                                  |  |  |                           |  |
|                                             |                                           | Barbara Sofia di Brandeburgo              | Caterina di Brandeburgo-Küstrin          |  |  |       |  |  |                                  |  |  |                           |  |
| Federico Carlo di Württemberg-Winnental     |                                           | Barbara Sofia di Brandeburgo              |                                          |  |  |       |  |  |                                  |  |  |                           |  |
|                                             |                                           | Giovanni Casimiro di Salm-Kyrburg         | …                                        |  |  |       |  |  |                                  |  |  |                           |  |
|                                             |                                           | Giovanni Casimiro di Salm-Kyrburg         | …                                        |  |  |       |  |  |                                  |  |  |                           |  |
|                                             |                                           | Giovanni Casimiro di Salm-Kyrburg         | …                                        |  |  |       |  |  |                                  |  |  |                           |  |
| Anna Caterina Dorotea di Salm-Kyrburg       |                                           | Giovanni Casimiro di Salm-Kyrburg         |                                          |  |  |       |  |  |                                  |  |  |                           |  |
|                                             |                                           | Dorotea di Solms-Laubach                  | …                                        |  |  |       |  |  |                                  |  |  |                           |  |
|                                             |                                           | Dorotea di Solms-Laubach                  | …                                        |  |  |       |  |  |                                  |  |  |                           |  |
|                                             |                                           | Dorotea di Solms-Laubach                  | …                                        |  |  |       |  |  |                                  |  |  |                           |  |
| Cristiana Carlotta di Württemberg-Winnental |                                           | Dorotea di Solms-Laubach                  |                                          |  |  |       |  |  |                                  |  |  |                           |  |
|                                             | Gioacchino Ernesto di Brandeburgo-Ansbach | Giovanni Giorgio di Brandeburgo           |                                          |  |  |       |  |  |                                  |  |  |                           |  |
|                                             | Gioacchino Ernesto di Brandeburgo-Ansbach | Giovanni Giorgio di Brandeburgo           |                                          |  |  |       |  |  |                                  |  |  |                           |  |
|                                             | Gioacchino Ernesto di Brandeburgo-Ansbach | Elisabetta di Anhalt-Zerbst               |                                          |  |  |       |  |  |                                  |  |  |                           |  |
| Alberto II di Brandeburgo-Ansbach           | Gioacchino Ernesto di Brandeburgo-Ansbach |                                           |                                          |  |  |       |  |  |                                  |  |  |                           |  |
|                                             |                                           | Sofia di Solms-Laubach                    | Giovanni Giorgio I di Solms-Laubach      |  |  |       |  |  |                                  |  |  |                           |  |
|                                             |                                           | Sofia di Solms-Laubach                    | Giovanni Giorgio I di Solms-Laubach      |  |  |       |  |  |                                  |  |  |                           |  |
|                                             |                                           | Sofia di Solms-Laubach                    | …                                        |  |  |       |  |  |                                  |  |  |                           |  |
| Eleonora Giuliana di Brandeburgo-Ansbach    |                                           | Sofia di Solms-Laubach                    |                                          |  |  |       |  |  |                                  |  |  |                           |  |
|                                             |                                           | Gioacchino Ernesto di Oettingen-Oettingen | Ludovico Eberardo di Oettingen-Oettingen |  |  |       |  |  |                                  |  |  |                           |  |
|                                             |                                           | Gioacchino Ernesto di Oettingen-Oettingen | Ludovico Eberardo di Oettingen-Oettingen |  |  |       |  |  |                                  |  |  |                           |  |
|                                             |                                           | Gioacchino Ernesto di Oettingen-Oettingen | Margherita d'Erbach                      |  |  |       |  |  |                                  |  |  |                           |  |
| Sofia Margherita di Oettingen-Oettingen     |                                           | Gioacchino Ernesto di Oettingen-Oettingen |                                          |  |  |       |  |  |                                  |  |  |                           |  |
|                                             |                                           | Anna Sibilla di Solms-Sonnenwalde         | Enrico Guglielmo di Solms-Sonnenwalde    |  |  |       |  |  |                                  |  |  |                           |  |
|                                             |                                           | Anna Sibilla di Solms-Sonnenwalde         | Enrico Guglielmo di Solms-Sonnenwalde    |  |  |       |  |  |                                  |  |  |                           |  |
|                                             |                                           | Anna Sibilla di Solms-Sonnenwalde         | Sofia Dorotea di Mansfeld-Arnstein       |  |  |       |  |  |                                  |  |  |                           |  |
|                                             |                                           | Anna Sibilla di Solms-Sonnenwalde         |                                          |  |  |       |  |  |                                  |  |  |                           |  |